# Signoria di Argo e Nauplia
Durante il basso Medio Evo, le due città greche di Argo e Nauplia costituirono una signoria nell'ambito del principato d'Acaia.
Nel 1211-1212 le due città con i relativi territori vennero assegnate in feudo ad Otto de La Roche (già duca di Atene), da parte di Goffredo di Villehardouin, principe d'Acaia. In seguito la signoria rimase in possesso dei duchi di Atene, seguendone le vicende, finché la stirpe dei Brienne non venne espulsa da Atene. I Brienne si rifugiarono quindi ad Argo e Nauplia, da dove continuarono le loro rivendicazioni sul ducato perduto.
Il celebre Gualtieri VI di Brienne rimase assente dalla signoria per larga parte della sua vita, in quanto impegnato nei suoi domini nell'Europa occidentale. Alla sua morte nel 1356, la signoria venne ereditata da sua sorella, Isabella di Brienne. 
Il figlio maggiore di Isabella, Sohier d'Enghien ereditò solo il titolo nominale di duca d'Atene, oltre ai diritti su Argo e Nauplia, la cui signoria fu invece data in appannaggio a suo fratello minore Guglielmo, dal 1356 fino alla morte, avvenuta nel 1377. La figlia di Guglielmo, Maria d'Enghien (da non confondere con l'omonima cugina, contessa di Lecce), moglie del veneziano Pietro Cornaro, vendette infine i possedimenti alla repubblica di Venezia nel 1388.

## Lista dei signori di Argo e Nauplia
- Ottone de la Roche (1205–1225)
- Guido I de la Roche (1255–1263)
- Giovanni I de la Roche (1263–1280)
- Guglielmo de la Roche (1280–1287)
- Guido II de la Roche (1287–1308)
- Gualtieri V di Brienne (1308–1311)
- Gualtieri VI di Brienne (1311–1356)
- Isabella di Brienne (1356–1360) con i figli
  - Sohier d'Enghien (1356–1364)
  - Guglielmo di Enghien (1356–1376)
- Maria d'Enghien (1376–1388) che governò con il marito Pietro Cornaro (1377–1388)
- alla repubblica di Venezia